# هيرباريوم
منطقة هيرباريوم هو حقل يقع في خراسان ومساحته تقارب 300 ألف كيلومتر مربع، وهي أكبر محافظة للظروف الجغرافية والمناخية.ينمو  ما يقارب 8000 نوع من النباتات، 2000 من الأنواع تنمو في خراسان. على درجة عالية من التنوع والمنطقة، وهناك دراسات تقول بأنها سوف تظهر ما إذا كانت النباتات معرضة للخطر، وقد تم التعرف على النباتات مؤخرا، ويتم تضمين كل أنواعها وتحديدها.
وقد تم تحديد النباتات التي تم جمعها، وكذلك إلى الاحتفاظ بها في مكان مناسب وفقا للمعايير الدولية، وواحدة من الخطوات الأساسية لهذه المجموعة البحثية هي فريدة من نوعها لتكوين السياق المناسب للبحوث الأساسية والتطبيقية، وهذا أمر ضروري. وفقا للخبراء وعلماء النبات في البلاد، ومن أقوى مناطق الحقول وأغناها جامعة فردوسي في مشهد في إيران، من خلال إدراجه في قائمة FUMH للمعشبات في العالم ، وقد تمت إضافة حقل للائتمان العالمي، مما أدى إلى قيام التبادل العلمي بين المراكز البحثية داخل وخارج البلاد.

## أهدافها
تتمثل الأهداف الرئيسية هي كما يلي:
1. إجراء المشاريع البحثية في مجال محافظات خراسان للغطاء النباتي.
2. إنشاء مجموعات بحثية لجمع عينات من النباتات إرسالها إلى مناطق مختلفة من المحافظة.
3. إعداد الأفلام، والصور والشرائح من الغطاء النباتي في مناطق مختلفة.
4. تحديد وتسمية النباتات التي تم جمعها.
5. طريقة قياسية لتخزين أرشفة العينات التي تم جمعها في الحقول والمحطات وتبادل العينات داخل وخارج البلاد.
6. دراسة شاملة بين أنواع النباتات على أساس جمع العينات من قبل الباحثين وكذلك التعاون مع طلاب الدراسات العليا في مختلف مجالات علوم النبات والطب والزراعة، وتدوينها بكتابة رسائل ومقالات وندوات وكتب.
7. تدوين العينات في كتب للأساليب العلمية بواسطة الدراسات السوسيولوجية
8. إنشاء مصانع لتوفير وجهات النظائر العلمية للتخطيط والموارد الطبيعية والزراعية.
9. دراسة متخصصة وفنية لمختلف جوانب هذه الأنواع مثل النباتات الرعوية، والطبية، والسامة، والمواد المثيرة للحساسية ولحيوانات الأليفة والأصباغ و أيضا من حيث وجود مناطق حيوية المختلفة وغير حيوية  جينات مقاومة الإجهاد.
10. جمع البذور وبنك الجينات النباتية في محافظة خراسان من أجل البقاء والحفاظ على دراسات الجينوم في التقسيم البيولوجي للكائنلت
11. جمع وتحديد والحفاظ على خراسان ودراسة الأشنات من اتجاهات مختلفة (وخصوصا الجوانب الخفية من هذه المخلوقات، وزيادة أهميتها في حياة الإنسان تصبح واضحة).
12. إنشاؤها في الحديقة النباتية بجامعة فردوسي لزراعة الجينوم النباتي وعملية التعليم والبحوث لدراسة علوم النبات.
13. تدوين البيانات والمعلومات التي تم جمعها في الحاسب.
14. التواصل والتعاون مع الآخرين المعشبات في إيران والعالم.